# Бьюкенен, Джейк
Джейк Т. Бьюкенен (англ. Jake T. Buchanan, 24 сентября 1989, Шарлотт) — американский бейсболист, питчер. Выступает в системе клуба МЛБ «Аризона Даймондбэкс».

## Карьера
Джейк учился в старшей школе Норт Гастон в Далласе, Северная Каролина. После окончания школы поступил в Университет штата Северная Каролина, играл за студенческую команду. В 2010 году в 8-м раунде драфта он был выбран командой «Хьюстон Астрос». В 2011 году он начал выступления в системе «Астрос» за «Ланкастер Джет Хокс» и «Корпус-Кристи Хукс». С показателем пропускаемости ERA 3,80 был признан лучшим питчером «Астрос» в младших лигах.
С 2012 по 2014 год Джейк играл в AAA-лиге за «Оклахома-Сити Ред Хокс». В июне 2014 года дебютировал в составе «Хьюстона» в Главной лиге бейсбола. 1 сентября 2015 года его отчислили из команды.
31 марта 2016 года он подписал контракт младшей лиги с «Чикаго Кабс». 1 сентября Бьюкенена перевели из фарм-клуба «Айова Кабс» в основной состав. В регулярном чемпионате он сыграл в двух матчах и одержал одну победу. «Кабс» выиграли Мировую серию 2016 года, но Джейк участия в играх плей-офф не принимал. 
25 мая 2017 года он был выставлен на драфт отказов и подписал контракт с «Цинциннати Редс». За клуб сыграл в пяти матчах.
6 июля 2017 года Джейк заключил контракт младшей лиги с «Аризоной». После окончания чемпионата 2017 года он получил статус свободного агента, а 26 декабря переподписал контракт с клубом ещё на один сезон.